# Frederik Peeters
Frederik Peeters (Genebra, 14 de agosto de 1974) é um quadrinista suíço. Graduado em Artes pela École Supérieure d’Arts Appliqués, de Genebra, em 1995, Peeters é autor, entre outras obras, de Pílulas azuis (vencedora de melhor edição especial estrangeira do Troféu HQ Mix), Pachyderme, (indicada ao Grand Prix do Festival de Angoulême, Aâma, Lupus, RG e Koma. Também trabalhou na adaptação de Pílulas azuis para o cinema.